# Avsjar
Avsjar (armeniska: Ավշար) är en ort i Armenien. Den ligger i provinsen Ararat, i den centrala delen av landet, 40 kilometer söder om huvudstaden Jerevan. Avsjar ligger 835 meter över havet och antalet invånare är 4 215.
Terrängen runt Avsjar är platt åt sydväst, men åt nordost är den kuperad. Närmaste större samhälle är Ararat, 3,3 kilometer sydost om Avsjar.
Trakten runt Avsjar består i huvudsak av gräsmarker. Runt Avshar är det ganska tätbefolkat, med 155 invånare per kvadratkilometer.